# أندريا مانزو
أندريا مانزو (بالإيطالية: Andrea Manzo)‏ لاعب كرة قدم إيطالي (ولد في 5 نوفمبر 1961 في البندقية) لعب لعدة أندية ايطالية منها نادي بادوفا ونادي فيورنتينا وكانت مسيرته الابرز مع نادي إيه سي ميلان.